# Unión Altamira
Unión Altamira är en ort i Mexiko.   Den ligger i kommunen Siltepec och delstaten Chiapas, i den sydöstra delen av landet, 800 km sydost om huvudstaden Mexico City. Unión Altamira ligger 1 611 meter över havet och antalet invånare är 156.
Terrängen runt Unión Altamira är bergig åt sydväst, men åt nordost är den kuperad. Runt Unión Altamira är det ganska tätbefolkat, med 78 invånare per kvadratkilometer. Närmaste större samhälle är El Porvenir de Velasco Suárez, 18,8 km öster om Unión Altamira. I omgivningarna runt Unión Altamira växer i huvudsak städsegrön lövskog.